# Chez Régine
Chez Regine war eine Diskothek in Paris. Die 1958 gegründete Disko etablierte sich schnell als Treffpunkt der Pariser Szene, bekannte Stammgästen waren Jean-Paul Belmondo, Alain Delon, die Nouvelle Vague, Brigitte Bardot, Salvador Dalí und Georges Pompidou. Chez Regine begründete das Stilmuster einer kleinen, exklusiven Disko, in der sich Stars und Künstler treffen und gehen lassen konnten. Es nahm so Einfluss auf die Entwicklung der Popmusik in Europa, so verbreitete sich beispielsweise der Twist über das Chez Regine im Rest des Kontinents. 
Die Eigentümerin und Gründerin Regine Zylberberg hatte in einer ersten bekannteren Disko, dem Whisky a Go-Go, gearbeitet und dort zeitweilig den zweiten Standort in Alleinregie geführt. In den frühen 1950ern entstanden die ersten Diskos der Welt in Paris und etablierten sich schnell als Treffpunkt des Jet Sets. Regine war als Betreiberin im Whisky a Go-Go so erfolgreich, dass ihr es gelang bei den Rothschilds einen Kredit für einen eigenen Club, das Chez Regine, zu bekommen. Bereits mit einem Namen in der Szene ausgestattet, öffnete sie den Club im ersten Monat um 22:30 Uhr, um gleich darauf ein „Voll“-Zeichen für die Tür zu stellen und potenzielle Gäste abzuweisen, während drinnen laute Musik und die Stimmen von Regine und ihren Freunden aus dem Raum drangen. Als sie das Chez Regine nach vier Wochen tatsächlich eröffnete, war die Disko brechend voll. Dekoriert war sie zu diesem Zeitraum noch wie ein Platz in einem Park, da Regine aus Geldmangel Bäume und Bänke aus dem nahe gelegenen Bois de Boulogne entwendet hatte.
Im Chez Regine tanzten der Legende nach das erste Mal Menschen außerhalb der Vereinigten Staaten den Twist, als 1961 das Ensemble der West Side Story im Chez Regine die Nacht verbrachte und den anwesenden Europäern den Twist vorführte. Regine orderte danach alle verfügbaren Twist-Platten aus den USA und über die Pariser Szene etablierte sich der Tanz in Europa. Der Twist wiederum besiegelte weitgehend das Ende des Paartanzes in der Disko und führte einen Tanzstil ein, der auch individuell getanzt werden konnte und deutlich weniger Raum brauchte als der sich über die Tanzfläche bewegende Foxtrot. Da sie sich in einem Telefonat weigerte dem Herzog von Windsor (später Eduard VIII.) den Twist außerhalb des Chez Regine beizubringen, wurde auch er Stammgast. Die Gäste aus dieser Zeit berichten davon, dass immer dieselben Leute jede Nacht durchtanzten, Regine nachts um drei Spaghetti kochte und schließlich das Frühstück brachte. Leute, die weitgehend nackt auf dem Tresen tanzten, seien ein durchaus üblicher Anblick gewesen. Guy Letellier, späterer Chefredakteur von France Soir, verglich die Stimmung bei Regine dieser Zeit im Nachhinein mit einer Zentrifuge, an der man sich einfach festgehalten habe.
Aus dem Mai 1968 hingegen sind Geschichten überliefert, wie an einem Abend Regine und Gäste wie Dior-Designer Mark Bohan und der Erbe und spätere Journalist Taki Theodoracopoulos mit Champagner und Tanzen die Nacht verbrachten, während direkt vor der Tür am Boulevard du Montparnasse im Sechsten Arrondissement sich die Studenten erbitterte Tränengasschlachten mit der Polizei lieferten. In den 1970ern eröffnete sie ein Chez Regine in New York City, das erfolgreich war und Regine zu weiteren Clubs motivierte. In den 1980ern schließlich etablierte sie insgesamt 25 Clubs in Europa, Nord- und Südamerika und Asien, die am Konzept einer strikten Exklusivität festhielten.